# Lejkouszek kubański
Lejkouszek kubański (Chilonatalus micropus) – gatunek ssaka z rodziny lejkouchowatych (Natalidae).

## Taksonomia
Gatunek po raz pierwszy zgodnie z zasadami nazewnictwa binominalnego opisał w 1880 roku irlandzki zoolog George Edward Dobson nadając mu nazwę Natalus micropus. Holotyp pochodził z Kingston, w Jamajce. 
Autorzy Illustrated Checklist of the Mammals of the World uznają ten gatunek za monotypowy. 

### Etymologia
- Chilonatalus: gr. χειλος kheilos, χειλεος kheileos „warga”; rodzaj Natalus J.E. Gray, 1838 (lejkouch)[8].
- micropus: gr. μικροπους mikropous, μικροποδος mikropodos „małostopy”, od μικρος mikros „mały”; πους pous, ποδος podos „stopa”[9].

## Zasięg występowania
Lejkouszek kubański występuje w Jamajce, Haiti oraz na wyspach Providencia i San Andrés (Kolumbia).

## Morfologia
Długość ucha 13–16,4 mm, długość przedramienia samic 32,1–35 mm, samców 30,7–35,1 mm; masa ciała samic 3 g (jeden osobnik), samców 2,6–5 g. Kariotyp wynosi 2n = 36 i FN = 54.